# Proprioseiopsis putmani
Proprioseiopsis putmani är en spindeldjursart som först beskrevs av Chant 1959.  Proprioseiopsis putmani ingår i släktet Proprioseiopsis och familjen Phytoseiidae. Inga underarter finns listade i Catalogue of Life.